# Hartmann & Braun
Die Hartmann & Braun AG war ein Unternehmen der Mess- und Regeltechnik in Frankfurt am Main. Es bestand von 1882 bis 1999, seitdem ist es in den ABB-Konzern integriert.

## Geschichte

Aktie über 200 RM der Hartmann & Braun AG vom 19. Mai 1931

1879 gründete der Mechaniker Eugen Hartmann (der spätere Namensgeber des Eugen-Hartmann-Preises) in Würzburg eine Werkstatt für optische Apparate und mechanische und geodätische Instrumente. 1882 trat der Kaufmann Wunibald Braun als Teilhaber in das Geschäft ein, das sich fortan E. Hartmann & Co. nannte. 1884 veranlasste Braun die Verlegung des Betriebes in das damals noch selbständige Bockenheim vor den Toren Frankfurts. Das Unternehmen verlegte sich bald auf die Herstellung elektrischer Messgeräte für physikalische Größen wie Druck und Temperatur.
1901 wurde die Firma in eine Aktiengesellschaft umgewandelt. An die Stelle der bisherigen Einzelfertigung von Messgeräten trat die industrielle Serienfertigung von Schalttafel(mess)geräten. Ab etwa 1910 produzierte Hartmann & Braun auch registrierende Messgeräte, die sogenannten Schreiber, mit denen bis sechs Messwerte gleichzeitig (auf ein Papierband) aufgezeichnet werden konnten.
Einen besonderen Schwerpunkt bildeten die Analysegeräte, die ab ca. 1930 hergestellt wurden, um z. B. Spurengase zu erkennen. In den dreißiger Jahren beschäftigte das Unternehmen rund 3.000 Mitarbeiter.

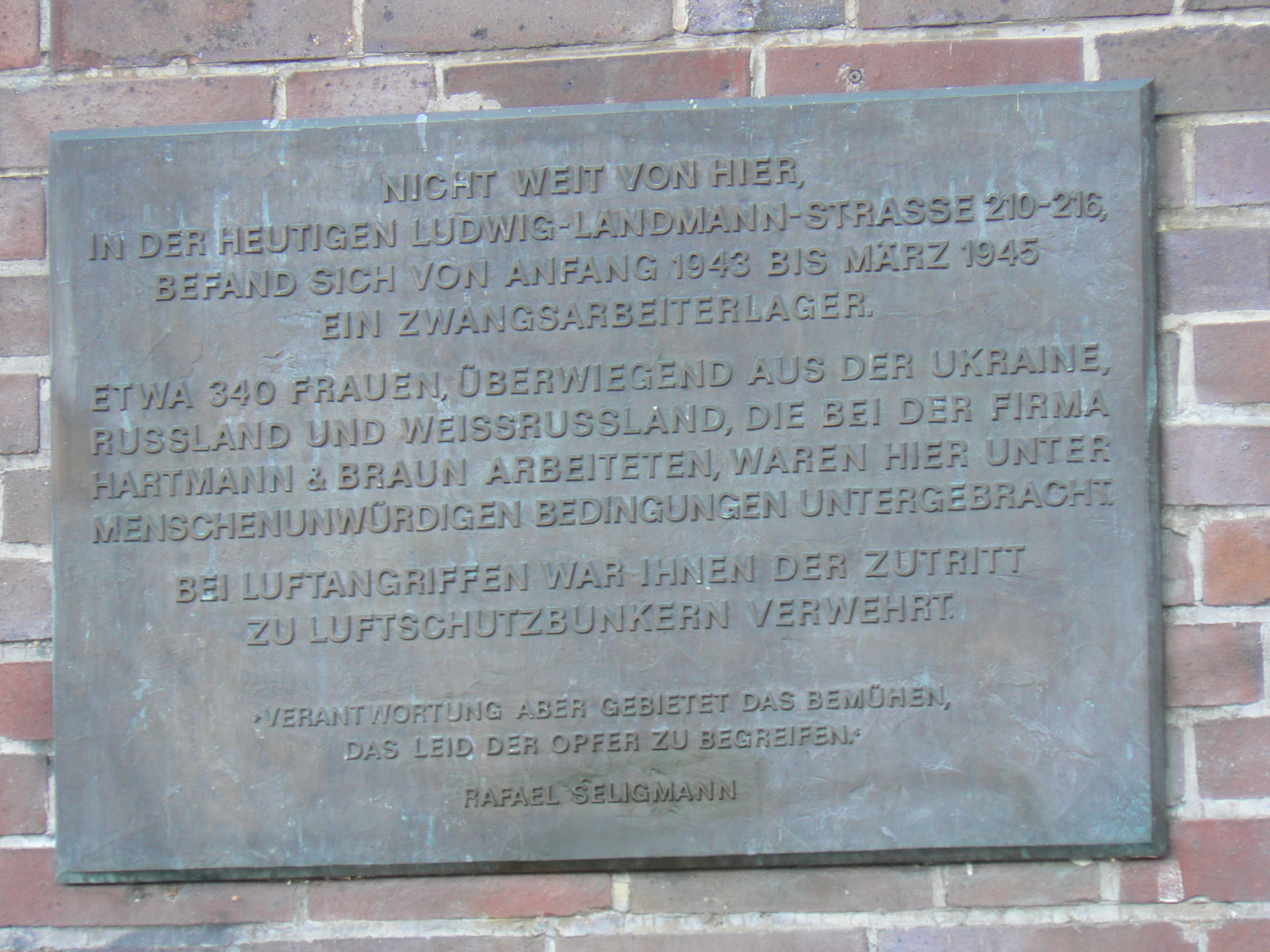
Gedenktafel für die Zwangsarbeiterinnen bei Hartmann und Braun

Während des Zweiten Weltkrieges war Hartmann & Braun ein kriegswichtiger Betrieb. 1941/42 entstand ein neues Werk in Praunheim, das rund 1.000 Mitarbeiter beschäftigte. Das Stammwerk von Hartmann & Braun zwischen Gräfstraße, Falkstraße und Leipziger Straße in Bockenheim wurde bei einem Luftangriff am 8. Februar 1944 weitgehend zerstört, wobei 165 Arbeiter ums Leben kamen. Das neue Werk Praunheim blieb von den Kriegseinwirkungen weitgehend verschont, wurde aber bei Kriegsende zeitweise von der amerikanischen Armee beschlagnahmt. In diesem Werk waren von Anfang 1943 bis März 1945 etwa 340 Frauen, vorwiegend aus der Ukraine, aus Russland und Weißrussland, als Zwangsarbeiterinnen eingesetzt. An das Lager in der Ludwig-Landmann-Straße erinnert eine 1995 angebrachte Gedenktafel.

H&B – Elektrische Messgeräte mit Spiegelskala, Kabel und Hochstrom-Shunts

Nach dem Zweiten Weltkrieg begann der Wiederaufbau zunächst schleppend. In den fünfziger Jahren fand das Unternehmen jedoch rasch wieder Zugang zum Weltmarkt und entwickelte sich erfolgreich, auch durch Übernahmen und Beteiligungen (z. B. an der Schoppe & Faeser GmbH in Minden). 1968 übernahm AEG die Mehrheit an dem bis dahin weitgehend in Familienbesitz befindlichen Unternehmen, 1981 wurden diese Anteile an den Mannesmann-Konzern weiterverkauft.
Im Jahr 1993 hatten die zwei Frankfurter Werke ca. 3.000 Mitarbeiter. Die technische Entwicklung zwang zur Reduktion der Fertigungstiefe. 1995 wurde das Unternehmen an die italienisch-amerikanische Elsag Bailey Process Automation N.V. mit Sitz im niederländischen Haarlem verkauft. 1997 wurde der Unternehmenssitz nach Eschborn verlegt. 1999 übernahm Asea Brown Boveri AG den Elsag Bailey-Konzern, dabei wurde Hartmann & Braun vollständig integriert. Die Bestände des Firmenarchivs befinden sich im Frankfurter Institut für Stadtgeschichte. 1997 erwarb das Historische Museum die umfangreiche Firmensammlung von Produkten und Inventarstücken für seine Abteilung Kommunikation, Technik und Industrie im 19. und 20. Jahrhundert.

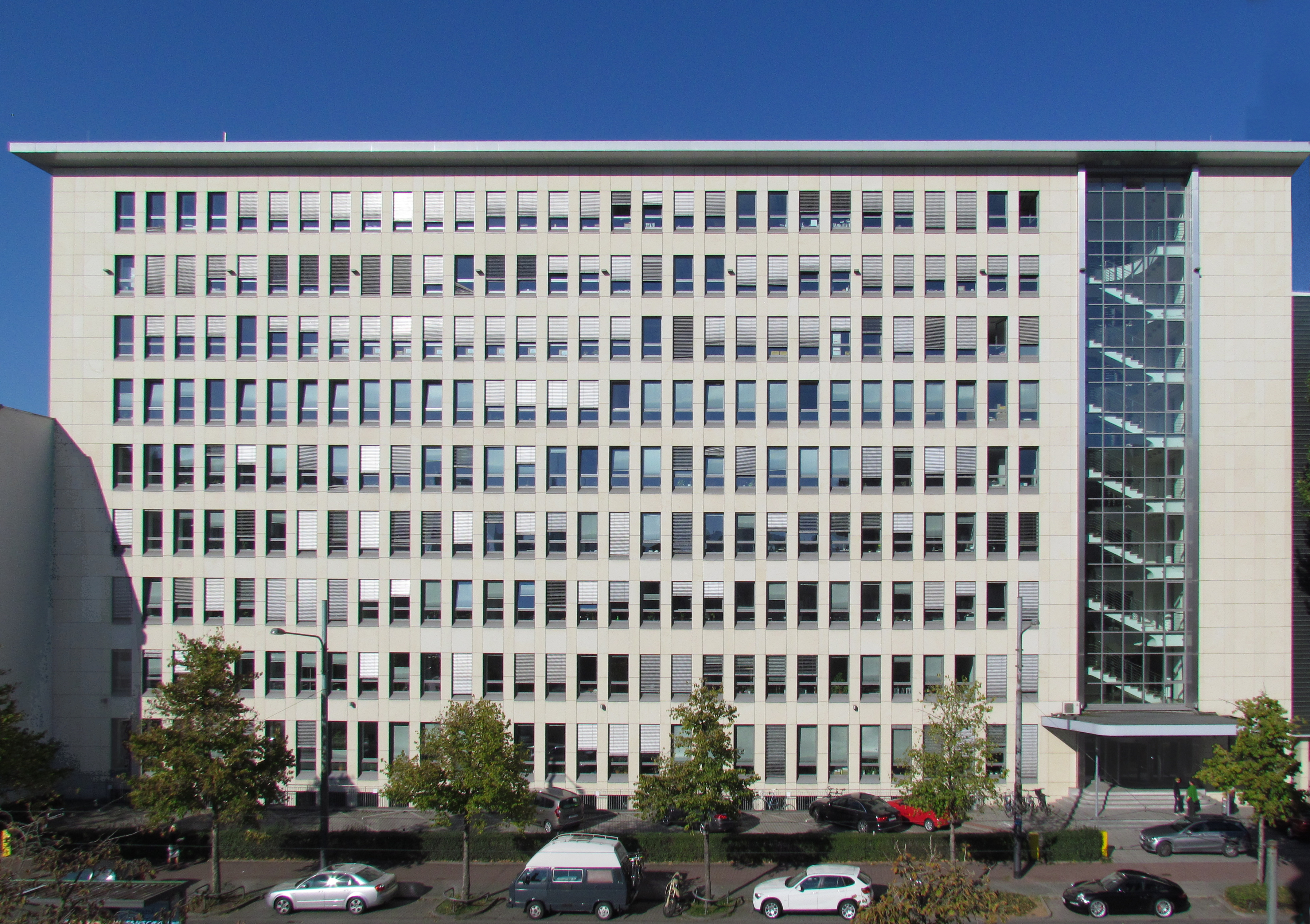
Das 1954 gebaute ehemalige H&B-Verwaltungsgebäude in der Gräfstraße, Bockenheim (2015)

Nach dem Auszug von Hartmann & Braun verkaufte die Mannesmann AG das 24.000 Quadratmeter große Betriebsgelände in Bockenheim an den zur Doblinger-Gruppe gehörenden Münchener Bauentwickler DIBAG Industriebau AG. Die bestehenden Gebäude wurden ab 1999 entkernt und auf dem Gelände das Alvearium (lateinisch Bienenkorb) errichtet, ein Gebäudekomplex aus Büros und Wohnungen.